# Schaubergwerk

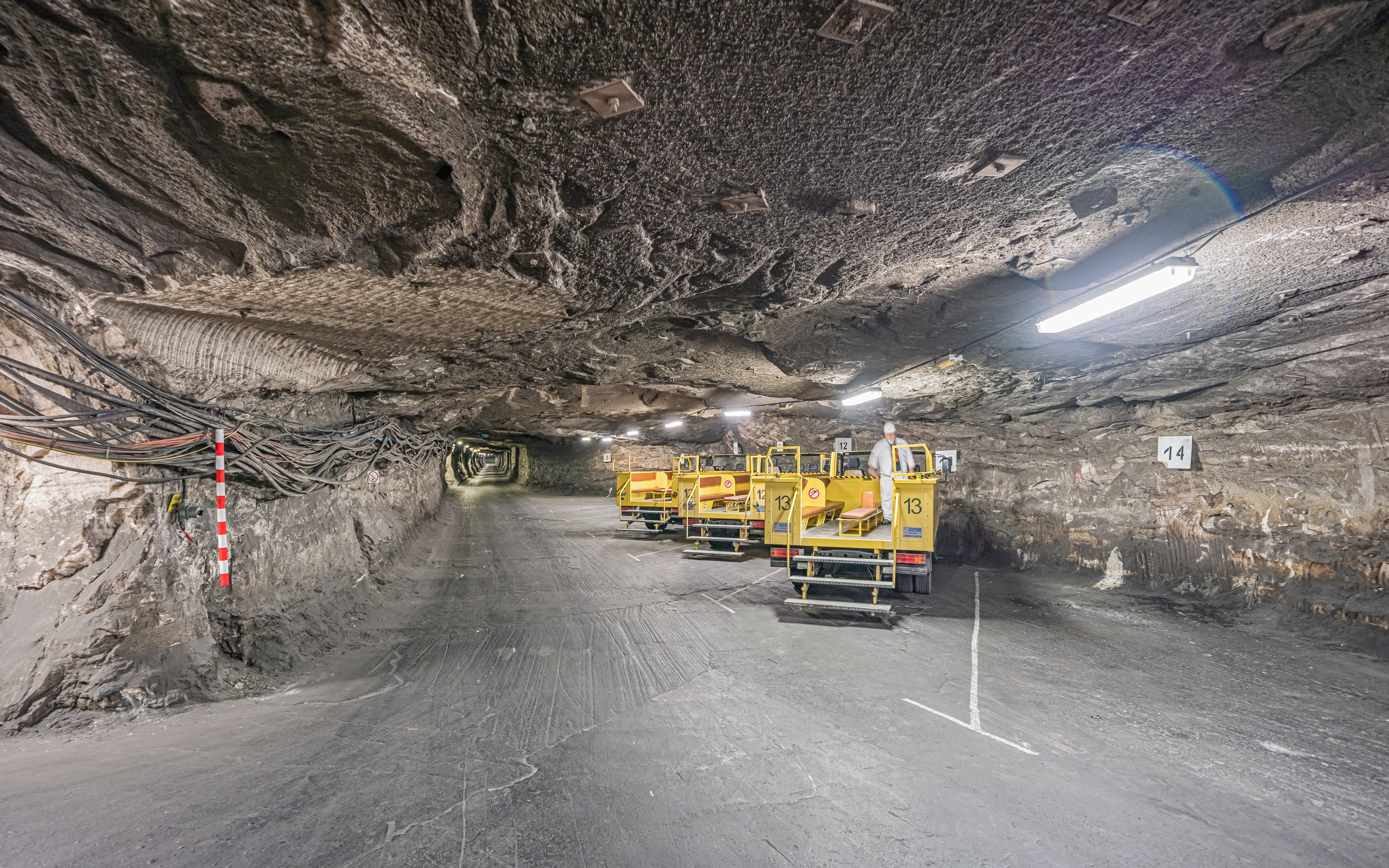
LKW-Tour im Schaubergwerk Merkers

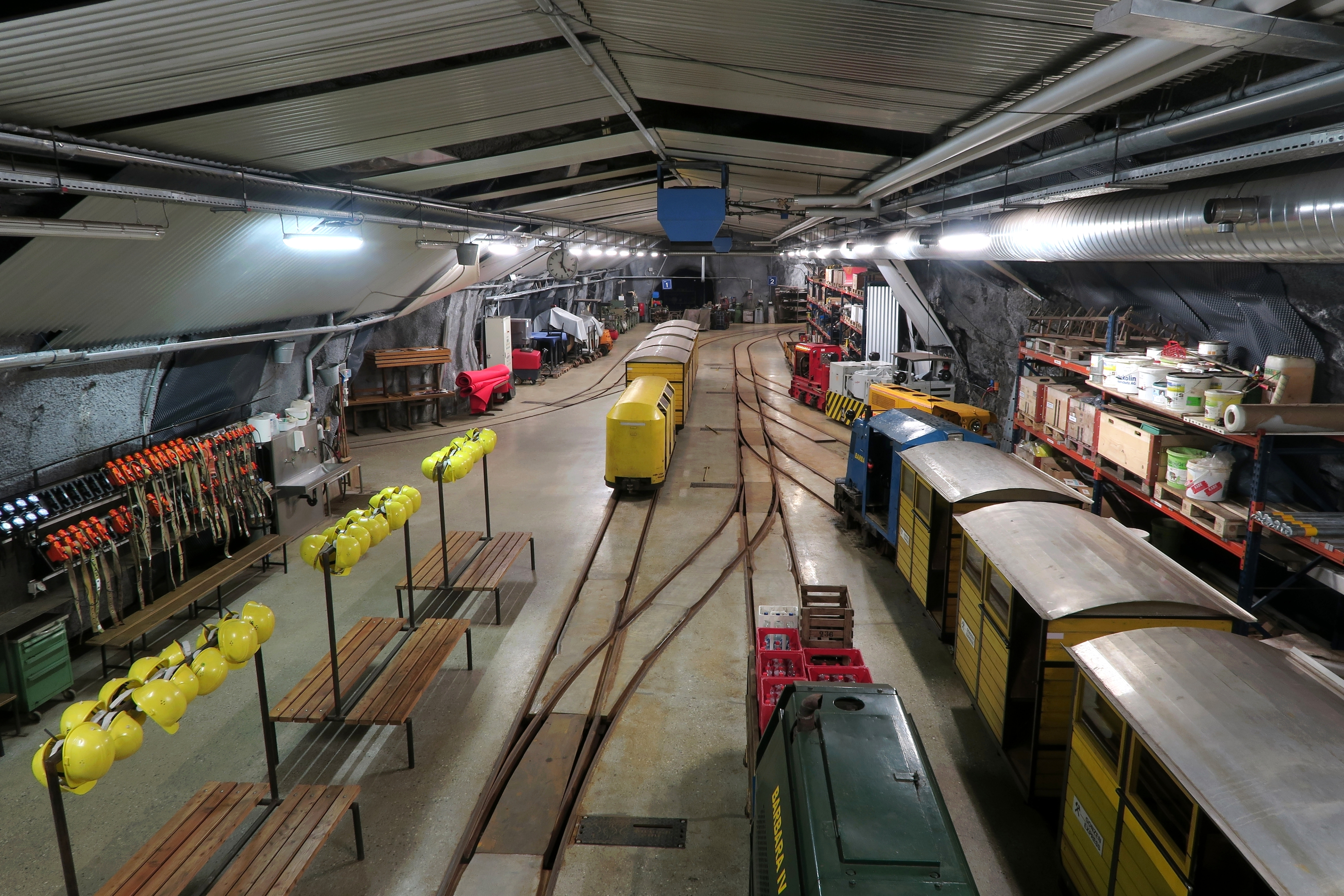
Eisenbergwerk Gonzen in Sargans, St. Gallen, Schweiz Besucherbahnhof (2016)

Ein Schaubergwerk oder Besucherbergwerk ist ein für die Besichtigung im Rahmen eines organisierten Besucherverkehrs bestimmtes, stillgelegtes Bergwerk (oder ein hierfür stillgelegter Teil), in dem ehemals eine Aufsuchung oder Gewinnung von Bodenschätzen untertägig, also in Stollen und Schächten, betrieben wurde.

## Rechtsgrundlage
In Deutschland sind nach § 129 Abs. 1 Bundesberggesetz (BBergG) Besucherbergwerke der Bergaufsicht unterstellt. Diese wird durch das jeweilige Bergamt wahrgenommen, in dessen Verwaltungsbezirk das Besucherbergwerk liegt. Die Betreiber sind verpflichtet, einen Betriebsplan vorzulegen, der u. a. Informationen zu den Besitzverhältnissen, der Bergbaugeschichte und zum geplanten Besucherverkehr enthält. Grundlegend sind jedoch Aspekte der Sicherheit, wie Aussagen zu den Besucherwegen, zu Standsicherheit, Bewässerung und Bewetterung, zum Brandschutz und Rettungswesen sowie zu Überwachungsmaßnahmen (z. B. Radon-Kontrolle). Schaubergwerke benötigen beispielsweise einen zweiten Fluchtweg und die zuständige Feuerwehr muss sich bereit erklären, in bestimmten Abständen die Rettung verunfallter Personen aus dem Bergwerk zu üben.
In Österreich regelt die Schaubergwerkeverordnung den Betrieb von Schaubergwerken.

## Abgrenzung
Entsprechend der Definition und der rechtlichen Grundlagen gehören nicht zu den Schaubergwerken:
- in Betrieb befindliche Bergwerke
- Tagebaue, auch solche mit Besucherbetrieb
- Anschauungsbergwerke (nachgebaute Bergwerke)
- Felsenkeller
- Schauhöhlen
- Heilstollen
- Bergbaumuseen.

## Beschreibung

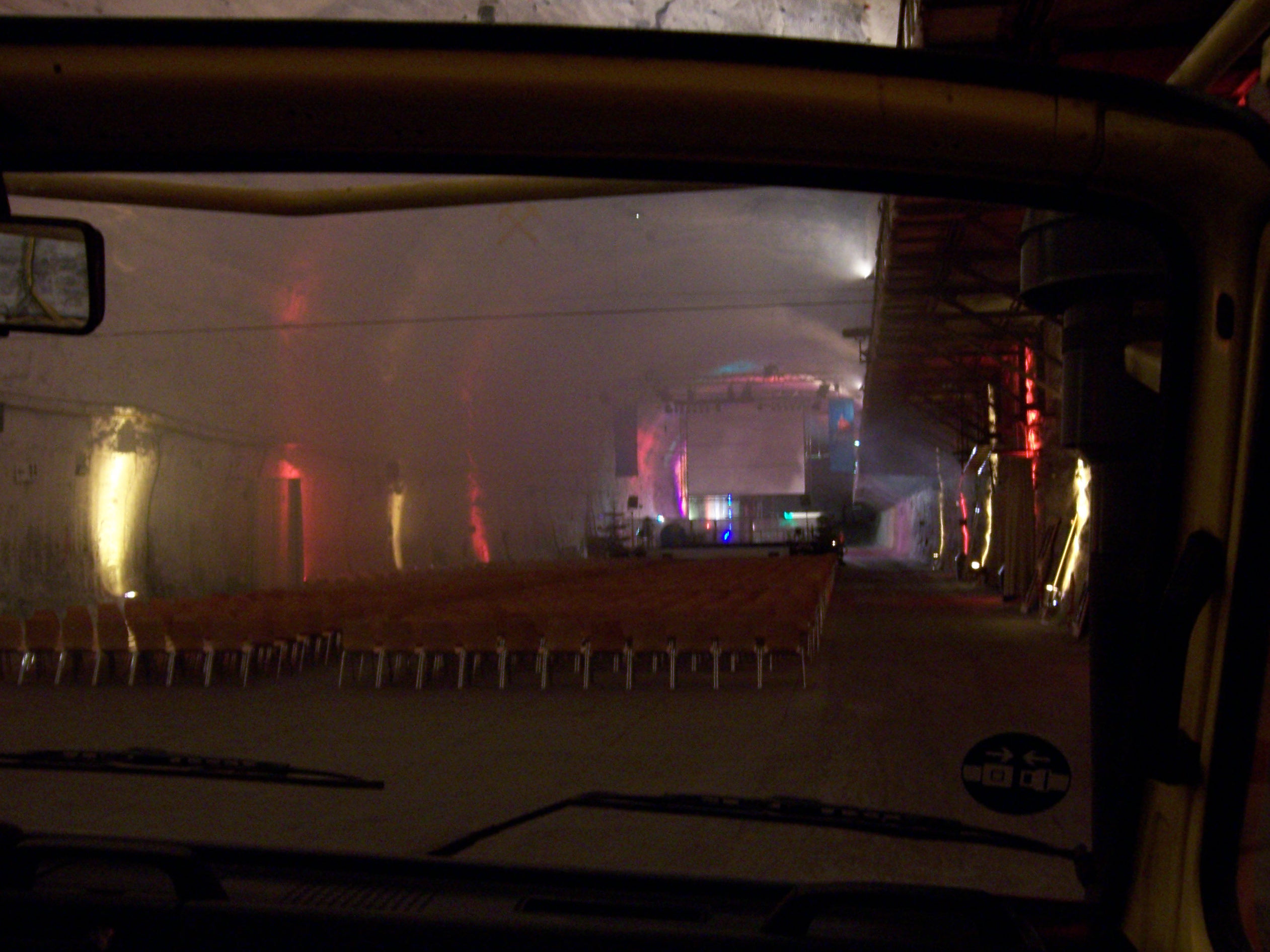
Aufwendige ortsfeste Beleuchtung

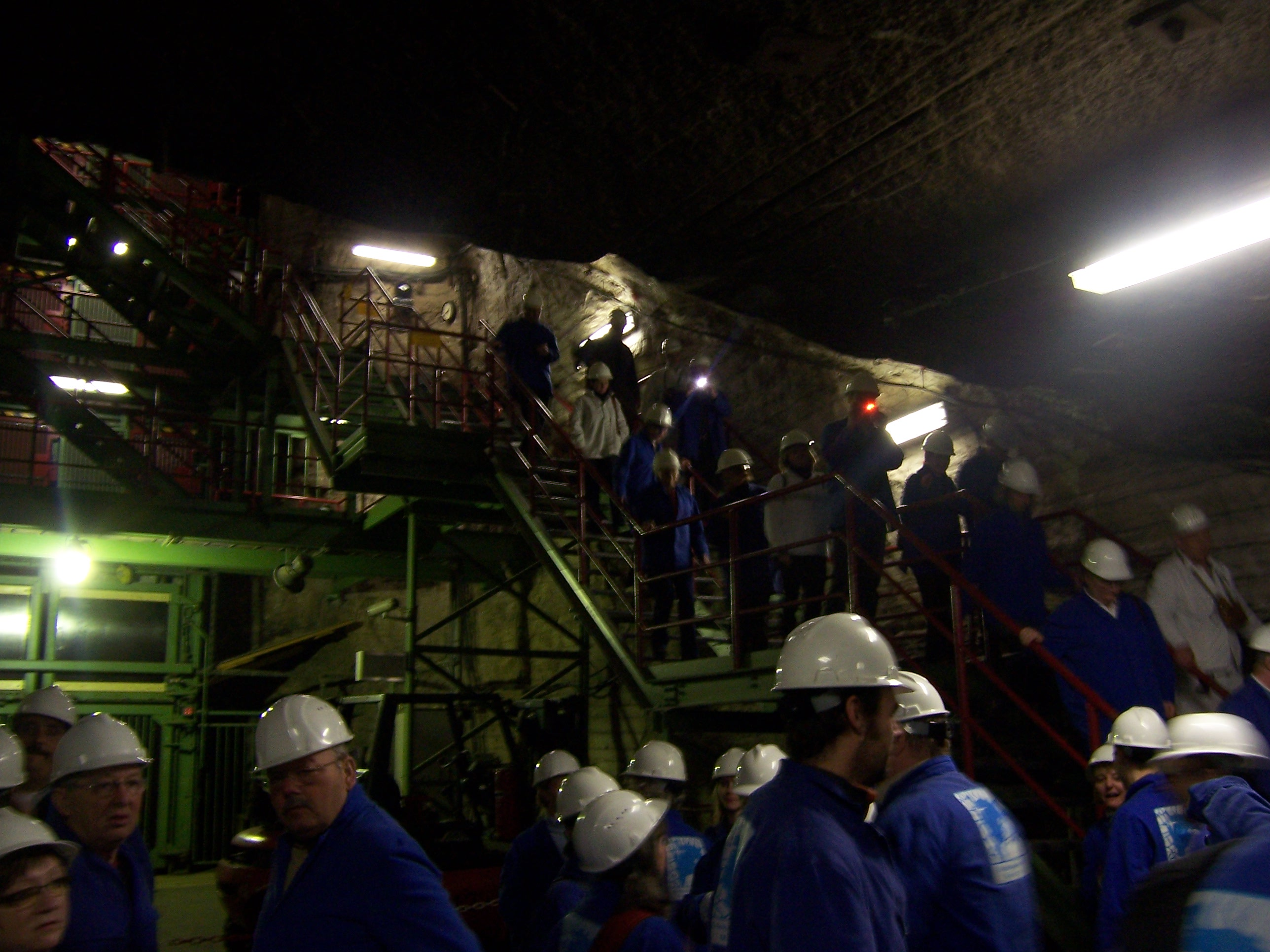
Besuchergruppe beim Ausstieg aus einer Schachtförderanlage

Ein Bergwerk kann drei Betriebsphasen aufweisen, in Betrieb, stillgelegt und Nachnutzung. Meist werden Bergwerke, nachdem sie nicht mehr ergiebig sind, geschlossen, zur Sicherung verfüllt und damit zum Teil für immer unzugänglich gemacht.
In den letzten Jahrzehnten wurden sie häufig auch zur Nachnutzung direkt im Anschluss an die Stilllegung eingerichtet. So konnte ein Teil der Arbeitsplätze erhalten werden, wobei die Finanzierung auf Kultursubventionen und Tourismus beruht. Ein großer Anteil der Besucherbergwerke in Deutschland wird darüber hinaus durch Bergbau- und Heimatverbundene Vereine betrieben, die Grubengebäude des Altbergbaus aufwältigen und diese Besucherbergwerke unter Hintanstellung des kommerziellen Gedankens betreiben.
Verglichen mit den oft prächtigen Tropfstein-Höhlen sind die eher auf authentische Atmosphäre und Information ausgerichteten Besucherbergwerke deutlich jünger. In Sachsen war das 1926 eröffnete Herkules Frisch Glück in Waschleithe das erste Besucherbergwerk seiner Art. In jüngerer Zeit stieg die Anzahl der Besucherbergwerke deutlich an, so in Sachsen von 10 im Jahr 1989 auf 61 im Jahr 2006.
Schaubergwerke sind kleine Teile der häufig sehr großen Bergwerksanlage, die erhalten, ausgebaut, gesichert und mit didaktischen Einbauten und Ausstellungsstücken versehen werden. Insbesondere werden die Bergwerke meist mit ortsfester elektrischer Beleuchtung ausgestattet, die im Abbaubetrieb früher nur selten vorhanden war. Einige wenige Schaubergwerke bieten etwas authentischere Führungen, indem sie auf ortsfestes Licht verzichten und stattdessen die Besucher mit Grubenlampen ausstatten.
Sehr beliebt sind erhaltene Grubenbahnen, die notwendig sind, um weit im Berg befindliche Abbaustellen zu erreichen. Auch Befahrungen mit Booten und Fahrzeugen in großräumig ausgebauten Bergwerken stellen ein Erlebnis dar. Wenige Besucherbergwerke besitzen eine noch betriebene Schachtförderanlage, mit der die Besucher in die Tiefe fahren. Daneben sind sie ein wichtiges Element des Bergbaus, ohne das die Technologie nur unvollständig dargestellt werden kann.
Schaubergwerke gibt es in den meisten Staaten der Welt, wobei sie in Industriestaaten besonders häufig sind. Im Zuge der Ausweitung von touristischen Angeboten werden immer mehr Schaubergwerke eröffnet. In Deutschland gibt es mittlerweile über 170 derartige Schaubergwerke, in Österreich etwas über 30. Einige dieser Schaubergwerke wurden jedoch in den letzten Jahren stillgelegt, da sie den nach dem Grubenunglück von Lassing deutlich erhöhten Sicherheitsvorschriften nicht mehr genügten oder die Besucherzahlen deutlich hinter den oft sehr optimistischen Erwartungen zurückblieben und sich die Bergwerke deshalb für die Betreiber nicht „rechneten“.